# Семёнов, Денис Олегович
Дени́с Оле́гович Семенов (род. 24 октября 1987, Электрогорск, РСФСР, СССР) — российский политический и государственный деятель. Глава Павлово-Посадского городского округа с 15 февраля 2021 года (исполняющий обязанности с 3 декабря 2020 года). Бывший глава Электрогорска с 23 декабря 2016 года (исполняющий обязанности с 20 октября 2016 года) до 2 декабря 2020 года. Глава и секретарь местного отделения партии Единая Россия в Павлово-Посадском городском округе.

## Биография

### Ранние годы
Денис Олегович родился 24 октября 1987 года в Электрогорске. Является выпускником Российской академии народного хозяйства и государственной службы, Института менеджмента, экономики и инноваций по специальности государственного и муниципального управления.

### Трудовая деятельность
Начиная с 2008 года, Денис начал свой рабочий путь в сфере ЖКХ. Изначально он работал обычным инженером, но позже он постепенно поднимался по карьерной лестнице. Спустя некоторое время он занял пост заместителя директора по вопросам жилищно-коммунального хозяйства в компании «Элинком». В 2009 году он возглавил компанию в должности генерального директора.

### Карьера в муниципальных органах власти
В 2006 году вступил в партию Единая Россия. 20 октября 2016 года он становится исполняющим обязанности главы Электрогорска, а уже 23 декабря того же года Денис Олегович становится полноправным главой Электрогорска, сложил свои полномочия 2 декабря 2020 года. 3 декабря 2020 года становится исполняющим обязанности главы городского округа Павловский Посад, а уже 15 февраля 2021 года состоялось заседание Совета депутатов, где Дениса избрали полноправным главой городского округа. Предшественником должности был Соковиков Олег Борисович. Построил парк "Дубрава", "Меленки".